# Tu viện Sanahin
Tu viện Sanahin là một tu viện Armenia được thành lập vào thế kỷ thứ 10 tại tỉnh Lori, Armenia. Cái tên Sanahin nghĩa đen là "cái này cũ hơn cái kia" trong tiếng Armenia, có lẽ xuất phát từ tuyên bố rằng, tu viện này có lâu đời hơn so với tu viện Haghpat gần đó. Cả hai tu viện này giống nhau về nhiều mặt, cùng nằm trên một khu vực cao nguyên bị chia cắt, cách nhau bởi một "rãnh nứt" sâu được hình thành bởi dòng chảy nhỏ đổ vào sông Debed, và cả hai cũng đều là điểm thu hút khách du lịch nhờ vẻ đẹp của một tu viện Giáo hội Tông truyền Armenia với vô số những phiến đá Khachkar (Đá chữ thập Armenia), được chạm khắc tinh xảo, tượng trưng cho cây thánh giá, rải rác là những ngôi mô của các Giám mục.